# Kasseler Sport-Verein Hessen Kassel 1962-1963
Questa voce raccoglie le informazioni riguardanti il Kasseler Sport-Verein Hessen Kassel nelle competizioni ufficiali della stagione 1962-1963.

## Stagione
Nella stagione 1962-1963 l'Hessen Kassel, allenato da Willibald Hahn, concluse il campionato di Oberliga sud al 10º posto. In Coppa di Germania l'Hessen Kassel fu eliminato agli ottavi dal Wuppertal.

## Rosa
| N. |                     | Ruolo | Calciatore         |
| -- | ------------------- | ----- | ------------------ |
| 1  | Germania (bandiera) | P     | Karl Loweg         |
| 1  | Germania (bandiera) | P     | Karl-Willi Nolte   |
| 2  | Germania (bandiera) | D     | Dieter Vollmer     |
| 4  | Germania (bandiera) | C     | Peter Wolf         |
| 5  | Germania (bandiera) | D     | Werner Hassenpflug |
| 5  | Germania (bandiera) | C     | Helmut Zatopek     |
| 6  | Germania (bandiera) | C     | Helmut Huttary     |
| 7  | Ungheria (bandiera) | C     | Jozsef Burjan      |
| 7  | Germania (bandiera) | A     | Horst Assmy        |
| 9  | Germania (bandiera) | A     | Peter Velhorn      |

| N. |                     | Ruolo | Calciatore            |
| -- | ------------------- | ----- | --------------------- |
| 10 | Germania (bandiera) | A     | Klaus-Peter Jendrosch |
|    | Germania (bandiera) | D     | Hans Alt              |
|    | Germania (bandiera) | D     | Karl Hutfles          |
|    | Germania (bandiera) | D     | Hans Michel           |
|    | Germania (bandiera) | C     | Lothar Kleim          |
|    | Germania (bandiera) | C     | Winfried Nehring      |
|    | Germania (bandiera) | C     | Manfred Seißler       |
|    | Germania (bandiera) | C     | Wolfgang Simon        |
|    | Germania (bandiera) | A     | Ernst Kuster          |
|    | Germania (bandiera) | A     | Heinz Walter          |

## Organigramma societario
Area tecnica
- Allenatore: Willibald Hahn, Walter Müller
- Allenatore in seconda:
- Preparatore dei portieri:
- Preparatori atletici:
- Analisi video:

## Calciomercato

### Sessione estiva
| Acquisti | Acquisti       | Acquisti          | Acquisti |
| R.       | Nome           | da                | Modalità |
| -------- | -------------- | ----------------- | -------- |
| A        | Horst Assmy    | Schalke 04        |          |
| C        | Helmut Huttary | Hessen Kassel U19 |          |
| A        | Ernst Kuster   | Schalke 04        |          |
| C        | Wolfgang Simon | Monaco 1860       |          |
| C        | Helmut Zatopek | 1. FC Pforzheim   |          |

| Cessioni | Cessioni      | Cessioni              | Cessioni |
| R.       | Nome          | a                     | Modalità |
| -------- | ------------- | --------------------- | -------- |
| C        | Rolf Bertram  | Reutlingen            |          |
| P        | Árpád Fazekas | Anderlecht            |          |
| A        | Erich Hahn    | Eintracht Francoforte |          |

## Risultati

### Oberliga sud

#### Girone di andata
| Arbitro: | Tschenscher |

|  |           |                  |
|  | Marcatori | 47’ Brunnenmeier |

| Arbitro: | Siebert |

|                                    |           |                   |
| Masurek 13’ Gehling 79’ Rumpel 89’ | Marcatori | 72’ (rig.) Burjan |

| Arbitro: | Jacobi |

|  |           |                                                                                      |
|  | Marcatori | 4’, 40’, 73’ Strehl 19’, 35’ Haseneder 34’, 79’ Flachenecker 56’ Albrecht 67’ Reisch |

| Arbitro: | Kolb |

|                                                |           |  |
| Greim 3’, 42’ Lindner 32’ Reißer 55’ Stark 90’ | Marcatori |  |

| Kassel 16 settembre 1962 5ª giornata | Hessen Kassel | 0 – 0 referto | Eintracht Francoforte | Auestadion (15 000 spett.)\| Arbitro: \| Schäffer \| |
| Arbitro:                             | Schäffer      |               |                       |                                                      |

| Arbitro: | Fritz |

|                     |           |                                  |
| Ruoff 48’ Engel 79’ | Marcatori | 19’ (rig.) Jendrosch 67’ Huttary |

| Arbitro: | Meißner |

|                      |           |          |
| Jendrosch 30’ (rig.) | Marcatori | 27’ Veit |

| Arbitro: | Treiber |

|                                |           |                       |
| Grosser 4’, 31’ Brenninger 74’ | Marcatori | 16’ Kuster 49’ Michel |

| Arbitro: | Hager |

|                                         |           |                 |
| Jendrosch 1’ Kuster 25’, 87’ Burjan 38’ | Marcatori | 32’, 74’ Reiner |

| Arbitro: | Neumeier |

|                                    |           |  |
| Schmid 25’ (rig.) Loweg 39’ (aut.) | Marcatori |  |

| Arbitro: | Seiler |

|                         |           |                                            |
| Maurus 11’ Pastoors 78’ | Marcatori | 1’ Seißler 4’ Velhorn 12’, 61’, 77’ Kuster |

| Arbitro: | Fritz |

|                    |           |  |
| Jendrosch 17’, 58’ | Marcatori |  |

| Arbitro: | Jedele |

|                                      |           |  |
| Kaufhold 32’ Kraus 48’, 51’ Lotz 64’ | Marcatori |  |

| Arbitro: | Schäffer |

|                                  |           |             |
| Jendrosch 8’, 41’, 79’ Assmy 73’ | Marcatori | 90’ Metzger |

| Arbitro: | Betz |

|                               |           |                           |
| Biesinger 9’, 21’ Kostorz 84’ | Marcatori | 19’ Jendrosch 41’ Velhorn |

#### Girone di ritorno
| Arbitro: | Jäger |

|          |           |           |
| Heiß 48’ | Marcatori | 40’ Assmy |

| Arbitro: | Schmid |

|                                |           |                                  |
| Jendrosch 59’ Simon 71’ (rig.) | Marcatori | 8’ Kupfer 24’ Grübert 87’ Rumpel |

| Arbitro: | Eisemann |

|  |           |         |
|  | Marcatori | 31’ Alt |

| Arbitro: | Kreitlein |

|                    |           |            |
| Assmy 4’ Simon 72’ | Marcatori | 8’ Lindner |

| Arbitro: | Fischer |

|  |           |         |
|  | Marcatori | 61’ Alt |

| Arbitro: | Scheuring |

|               |           |             |
| Jendrosch 42’ | Marcatori | 80’ Siebert |

| Arbitro: | Betz |

|            |           |                   |
| Arnold 10’ | Marcatori | 28’ (aut.) Sagray |

| Arbitro: | Tremmel |

|               |           |                |
| Jendrosch 85’ | Marcatori | 26’ Brenninger |

| Stoccarda 13 aprile 1963 24ª giornata | Stoccarda | 0 – 0 referto | Hessen Kassel | Neckarstadion (13 500 spett.)\| Arbitro: \| Heumann \| |
| Arbitro:                              | Heumann   |               |               |                                                        |

| Arbitro: | Siebert |

|                      |           |                    |
| Kuster 37’ Assmy 69’ | Marcatori | 57’, 60’ Schneider |

| Arbitro: | Wagner |

|                                               |           |  |
| Kuster 1’ Jendrosch 10’, 78’, 88’ Huttary 89’ | Marcatori |  |

| Arbitro: | Riegg |

|                          |           |                           |
| Marx 41’ Ruppenstein 84’ | Marcatori | 53’ Jendrosch 71’ Velhorn |

| Arbitro: | Mathieu |

|                                         |           |                    |
| Huttary 10’ Simon 64’ (rig.) Kuster 87’ | Marcatori | 71’ Gast 77’ Adler |

| Arbitro: | Schmid |

|                 |           |            |
| Lechner 8’, 48’ | Marcatori | 35’ Kuster |

| Arbitro: | Hässler |

|                                 |           |                                       |
| Kuster 5’ Simon 12’ Velhorn 83’ | Marcatori | 15’ Sattler 29’ Schimmel 87’ Fritschi |

### Coppa di Germania
| Arbitro: | Horstmann |

|                         |           |                           |
| Assmy 50’ Jendrosch 78’ | Marcatori | 22’ Arnrich 32’ Nauheimer |

| Arbitro: | Schulenburg |

|                                       |           |  |
| Tönges 10’ Nauheimer 14’ Augustat 60’ | Marcatori |  |

## Statistiche

### Statistiche di squadra
| Competizione      | Punti | In casa | In casa | In casa | In casa | In casa | In casa | In trasferta | In trasferta | In trasferta | In trasferta | In trasferta | In trasferta | Totale | Totale | Totale | Totale | Totale | Totale | DR  |
| Competizione      | Punti | G       | V       | N       | P       | Gf      | Gs      | G            | V            | N            | P            | Gf           | Gs           | G      | V      | N      | P      | Gf     | Gs     | DR  |
| ----------------- | ----- | ------- | ------- | ------- | ------- | ------- | ------- | ------------ | ------------ | ------------ | ------------ | ------------ | ------------ | ------ | ------ | ------ | ------ | ------ | ------ | --- |
| Oberliga sud      | 29    | 15      | 6       | 6       | 3       | 30      | 27      | 15           | 3            | 5            | 7            | 19           | 30           | 30     | 9      | 11     | 10     | 49     | 57     | -8  |
| Coppa di Germania | -     | 1       | 0       | 1       | 0       | 2       | 2       | 1            | 0            | 0            | 1            | 0            | 3            | 2      | 0      | 1      | 1      | 2      | 5      | -3  |
| Totale            | 29    | 16      | 6       | 7       | 3       | 32      | 29      | 16           | 3            | 5            | 8            | 19           | 33           | 32     | 9      | 12     | 11     | 51     | 62     | -11 |

### Andamento in campionato
| Giornata  | 1  | 2  | 3  | 4  | 5  | 6  | 7  | 8  | 9  | 10 | 11 | 12 | 13 | 14 | 15 | 16 | 17 | 18 | 19 | 20 | 21 | 22 | 23 | 24 | 25 | 26 | 27 | 28 | 29 | 30 |
| --------- | -- | -- | -- | -- | -- | -- | -- | -- | -- | -- | -- | -- | -- | -- | -- | -- | -- | -- | -- | -- | -- | -- | -- | -- | -- | -- | -- | -- | -- | -- |
| Luogo     | C  | T  | C  | T  | C  | T  | C  | T  | C  | T  | T  | C  | T  | C  | T  | T  | C  | T  | C  | T  | C  | T  | C  | T  | C  | C  | T  | C  | T  | C  |
| Risultato | P  | P  | P  | P  | N  | N  | N  | P  | V  | P  | V  | V  | P  | V  | P  | N  | P  | V  | V  | V  | N  | N  | N  | N  | N  | V  | N  | V  | P  | N  |
| Posizione | 13 | 16 | 16 | 16 | 16 | 16 | 16 | 16 | 16 | 16 | 15 | 13 | 15 | 14 | 14 | 13 | 14 | 14 | 13 | 11 | 12 | 11 | 12 | 11 | 11 | 11 | 10 | 9  | 10 | 10 |

Legenda:

Luogo: C = Casa; T = Trasferta. Risultato: V = Vittoria; N = Pareggio; P = Sconfitta.

### Statistiche dei giocatori
| Giocatore      | Oberliga sud | Oberliga sud | Oberliga sud | Oberliga sud | Coppa di Germania | Coppa di Germania | Coppa di Germania | Coppa di Germania | Totale   | Totale | Totale      | Totale     |
| Giocatore      | Presenze     | Reti         | Ammonizioni  | Espulsioni   | Presenze          | Reti              | Ammonizioni       | Espulsioni        | Presenze | Reti   | Ammonizioni | Espulsioni |
| -------------- | ------------ | ------------ | ------------ | ------------ | ----------------- | ----------------- | ----------------- | ----------------- | -------- | ------ | ----------- | ---------- |
| H. Alt         | 28           | 2            | 0            | 0            | 2                 | 0                 | 0                 | 0                 | 30       | 2      | 0           | 0          |
| H. Assmy       | 25           | 4            | 0            | 0            | 2                 | 1                 | 0                 | 0                 | 27       | 5      | 0           | 0          |
| G. Becker      | 0            | 0            | 0            | 0            | 0                 | 0                 | 0                 | 0                 | 0        | 0      | 0           | 0          |
| J. Burjan      | 20           | 2            | 0            | 0            | 0                 | 0                 | 0                 | 0                 | 20       | 2      | 0           | 0          |
| H. Dittel      | 0            | 0            | 0            | 0            | 1                 | 0                 | 0                 | 0                 | 1        | 0      | 0           | 0          |
| R. Fritzsche   | 0            | 0            | 0            | 0            | 1                 | 0                 | 0                 | 0                 | 1        | 0      | 0           | 0          |
| U. Habedank    | 0            | 0            | 0            | 0            | 0                 | 0                 | 0                 | 0                 | 0        | 0      | 0           | 0          |
| W. Hassenpflug | 0            | 0            | 0            | 0            | 0                 | 0                 | 0                 | 0                 | 0        | 0      | 0           | 0          |
| K. Hutfles     | 3            | 0            | 0            | 0            | 0                 | 0                 | 0                 | 0                 | 3        | 0      | 0           | 0          |
| H. Huttary     | 13           | 3            | 0            | 0            | 2                 | 0                 | 0                 | 0                 | 15       | 3      | 0           | 0          |
| R. Istel       | 0            | 0            | 0            | 0            | 0                 | 0                 | 0                 | 0                 | 0        | 0      | 0           | 0          |
| K. Jendrosch   | 28           | 16           | 0            | 0            | 2                 | 1                 | 0                 | 0                 | 30       | 17     | 0           | 0          |
| L. Kleim       | 24           | 0            | 0            | 0            | 1                 | 0                 | 0                 | 0                 | 25       | 0      | 0           | 0          |
| E. Kuster      | 24           | 11           | 0            | 0            | 2                 | 0                 | 0                 | 0                 | 26       | 11     | 0           | 0          |
| K. Loweg       | 25           | 0            | 0            | 0            | 2                 | 0                 | 0                 | 0                 | 27       | 0      | 0           | 0          |
| H. Michel      | 23           | 1            | 0            | 0            | 0                 | 0                 | 0                 | 0                 | 23       | 1      | 0           | 0          |
| W. Nehring     | 1            | 0            | 0            | 0            | 0                 | 0                 | 0                 | 0                 | 1        | 0      | 0           | 0          |
| K. Nolte       | 5            | 0            | 0            | 0            | 0                 | 0                 | 0                 | 0                 | 5        | 0      | 0           | 0          |
| H. Schade      | 0            | 0            | 0            | 0            | 0                 | 0                 | 0                 | 0                 | 0        | 0      | 0           | 0          |
| M. Seißler     | 4            | 1            | 0            | 0            | 0                 | 0                 | 0                 | 0                 | 4        | 1      | 0           | 0          |
| W. Simon       | 24           | 4            | 0            | 0            | 2                 | 0                 | 0                 | 0                 | 26       | 4      | 0           | 0          |
| P. Velhorn     | 27           | 4            | 0            | 0            | 1                 | 0                 | 0                 | 0                 | 28       | 4      | 0           | 0          |
| D. Vollmer     | 28           | 0            | 0            | 0            | 2                 | 0                 | 0                 | 0                 | 30       | 0      | 0           | 0          |
| H. Walter      | 1            | 0            | 0            | 0            | 0                 | 0                 | 0                 | 0                 | 1        | 0      | 0           | 0          |
| P. Wolf        | 2            | 0            | 0            | 0            | 0                 | 0                 | 0                 | 0                 | 2        | 0      | 0           | 0          |
| H. Zatopek     | 25           | 0            | 0            | 0            | 2                 | 0                 | 0                 | 0                 | 27       | 0      | 0           | 0          |
| H. Zufall      | 0            | 0            | 0            | 0            | 0                 | 0                 | 0                 | 0                 | 0        | 0      | 0           | 0          |